# ریاض شوقی
ریاض شوقی (انگلیسی: Riadh Shawki؛ زادهٔ ۱۸۹۳) بازیکن فوتبال اهل مصر است.
از باشگاه‌هایی که در آن بازی کرده‌است می‌توان به باشگاه ورزشی الاهلی مصر اشاره کرد.
وی همچنین در تیم ملی فوتبال مصر بازی کرده‌است.